# 보너 로
앤드루 보너 로(영어: Andrew Bonar Law, 1858년 9월 16일 ~ 1923년 10월 30일)는 영국의 제35대 총리이다. 그는 1922년부터 1923년까지 영국의 총리였다.